# Thaleia
Genre
Thaleia est un genre de mollusques gastéropodes de la famille Eulimidae. Les espèces rangées dans ce genre sont marines et parasitent des échinodermes ; l'espèce type est Thaleia nisonis.

## Distribution
Les espèces sont présentes dans l'océan Atlantique, notamment dans le golfe du Mexique.

## Liste d'espèces
Selon World Register of Marine Species (28 août 2017) :
- Thaleia mucronetincta (Thiele, 1925)
- Thaleia nisonis (Dall, 1889)